# Jazýček (botanika)

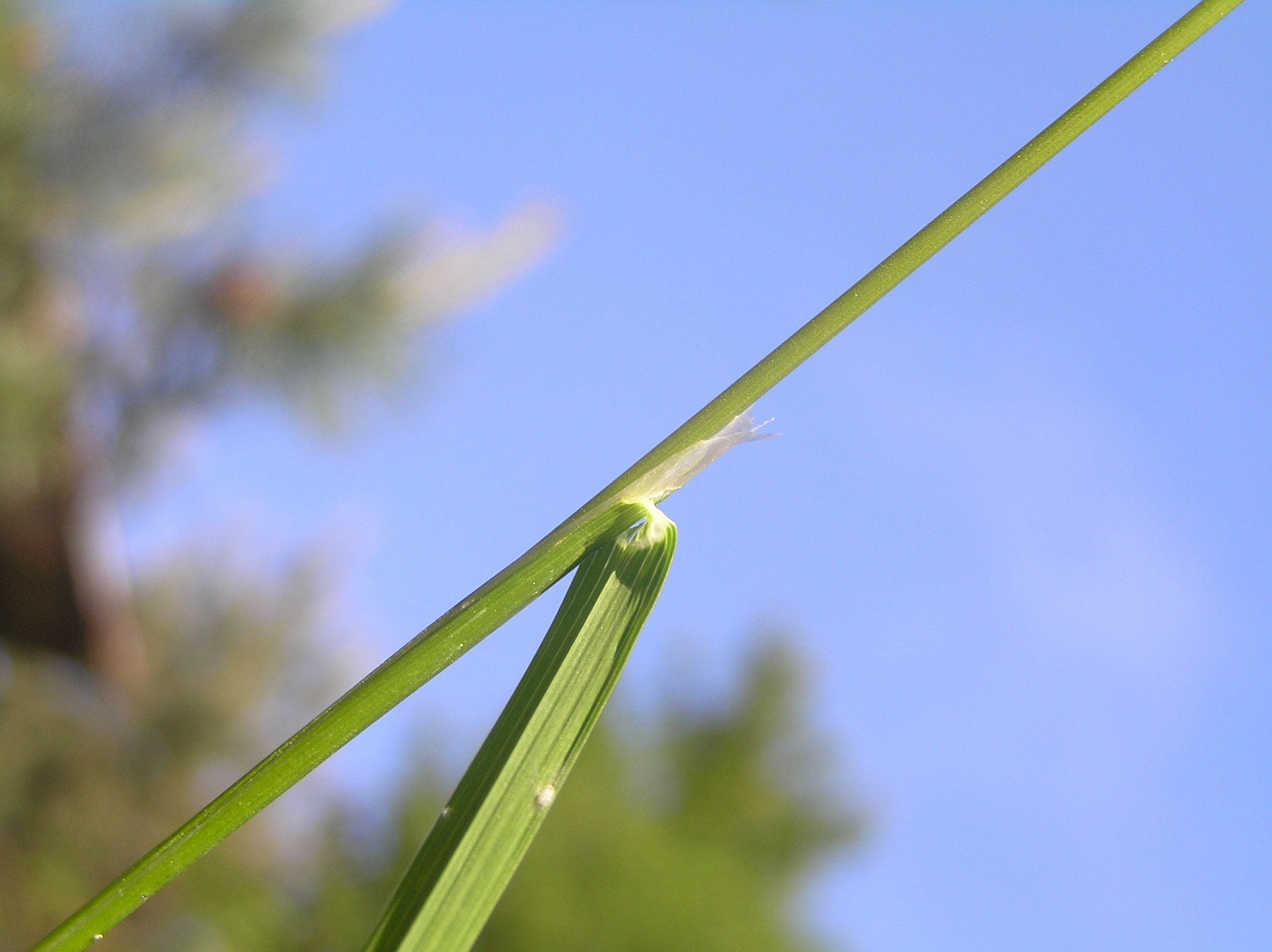
Jazýček u lipnice obecné (Poa trivialis)

Jazýček (ligula) je blanitý výrůstek na rozhraní listové čepele a listové pochvy. Vyskytuje se v typické podobě hlavně u trav, tedy rostlin z čeledi lipnicovité (Poaceae), obdobný útvar najdeme i u některých zástupců z čeledi šáchorovité (Cyperaceae) a sítinovité (Juncaceae). Jazýček vyrůstá na adaxiální straně listu a směřuje kolmo nahoru (ve směru pokračování listové pochvy). Kromě jazýčku mají některé trávy také další výběžky pochvy, zvané ouška (auriculae), které vyrůstají na bočních stranách báze jazýčku a někdy objímají stéblo, typicky např. kostřava obrovská (Festuca gigantea).
Velikost a jiné vlastnosti jazýčku jsou důležitým determinačním znakem pro odlišování jednotlivých druhů trav, popř. ostřic aj. Někdy je jazýček extrémně krátký a nedosahuje délky ani 0,5 mm, jako např. u strdivky nicí (Melica nutans), jindy může být i více než 1 cm dlouhý, např. u lipnice obecné (Poa trivialis). Může být na vrcholu uťatý, tupě zašpičatělý nebo ostře špičatý, někdy bývá na okraji roztřepený. U některých druhů je zcela lysý, u jiných může být na okraji nebo na ploše (či na obou místech) chlupatý. U některých trav jazýček chybí a je nahrazen věnečkem chlupů, příkladem budiž rákos (Phragmites), milička (Eragrostis) nebo troskut (Cynodon).